# Grande incendio di New York
Il Grande incendio di New York è stato un disastro che distrusse la borsa valori di New York e un gran numero di altri edifici dell'estremità sud-orientale di Manhattan verso Wall Street il 16 e 17 dicembre 1835
Il fuoco iniziò a divampare verso sera in un magazzino di cinque piani al numero 25 di Merchant Street (l'odierna Beaver Street) all'incrocio con Pearl Street e Hanover Square; la città era coperta di neve e l'incendio venne alimentato da raffiche di vento che soffiavano da nordovest verso l'East River. A causa della temperatura, di circa -27 °C, l'East River era completamente ghiacciato e i pompieri dovettero scavare dei buchi sulla superficie congelata per poter attingere acqua. A quel punto però l'acqua finiva per gelare nuovamente all'interno di pompe e manichette. I tentativi di far saltare in aria gli edifici che si trovavano sul percorso dell'incendio (una tecnica comunque valutata a posteriori come controproducente) furono impediti dalla mancanza di polvere da sparo sulla penisola di Manhattan. I pompieri che arrivarono da Filadelfia per aiutare quelli locali dissero che l'incendio era visibile sin dalla loro città.
Verso le due del mattino degli uomini della marina portarono della polvere da sparo dall'arsenale di Brooklyn, abbattendo così degli edifici sul percorso del fuoco. A quel punto le fiamme coprivano una superficie di 200.000 m² su 17 isolati e avevano distrutto tra i 530 e i 700 edifici. La zona interessata è quella ora denominata Coenties Slip. I danni furono stimati in venti milioni di dollari dell'epoca, equivalenti a centinaia di milioni in valuta attuale. Fortunatamente però solo due persone avevano perso la vita nel disastro.

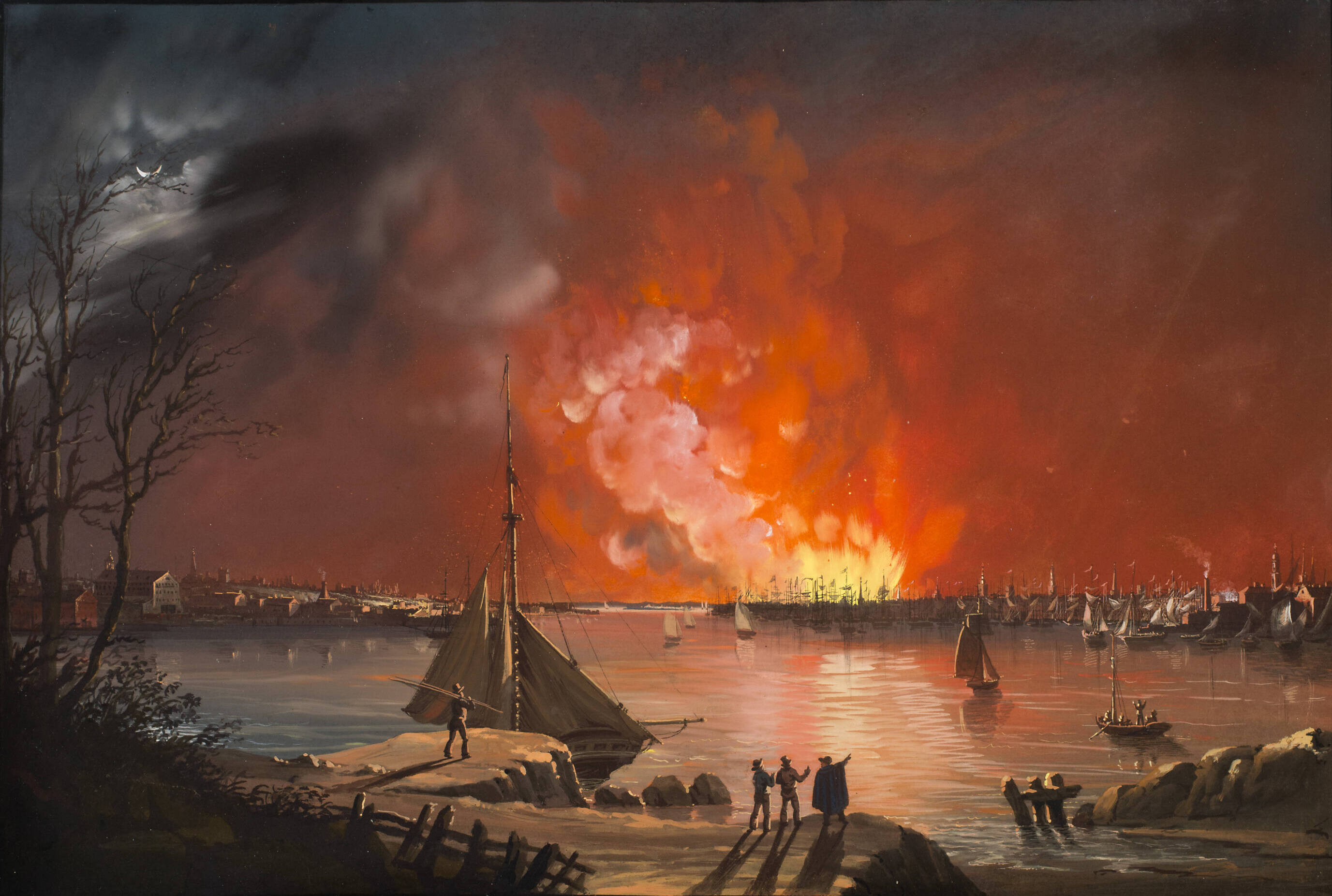
Vista del Grande incendio di New York, 16-17 dicembre 1835, dal lato di Williamsburg, dipinto di Nicolino Calyo.

Le assicurazioni per lo più non coprirono i danni, perché le sedi di molte di esse erano andate distrutte dal fuoco, portandole al fallimento.
L'indagine che seguì non individuò alcuna responsabilità, indicando che la causa dell'incendio era stato lo scoppio di una tubatura del gas arroventata da una stufa a carbone.
Poiché l'incendio era scoppiato nel bel mezzo di un periodo di boom economico provocato dalla fresca apertura del canale Erie, gli edifici in legno andati distrutti vennero rapidamente sostituiti da nuove costruzioni in pietra e mattoni di maggiori dimensioni, che più difficilmente avrebbero favorito la diffusione di grossi incendi. L'incendio inoltre suggerì la costruzione di una nuova fonte di approvvigionamento idrico municipale, noto oggi come Acquedotto Croton, nonché la riforma e l'espansione del corpo dei vigili del fuoco. Il risultato fu che questo fu l'ultimo grande incendio a New York. In ogni caso, le compagnie di assicurazione che avevano perso le proprie sedi decisero di non correre il rischio di ricostruire nella stessa zona e si spostarono ad Hartford, che ancora oggi è conosciuta come "la capitale mondiale delle assicurazioni".